# Tryphon incisus
Tryphon incisus är en stekelart som beskrevs av Johann Ludwig Christian Gravenhorst 1829. Tryphon incisus ingår i släktet Tryphon och familjen brokparasitsteklar. Inga underarter finns listade i Catalogue of Life.